# Servicio Nacional de Obras Sanitarias
El Servicio Nacional de Obras Sanitarias (SENDOS), fue una empresa estatal chilena que funcionó entre 1977 y 1989, como parte de las políticas públicas de la dictadura militar en relación con el agua potable y saneamiento en el país. Dependía del Ministerio de Obras Públicas (MOP).
SENDOS fue el resultado de la agrupación de los siguientes organismos encargados del abastecimiento y saneamiento de aguas: La Dirección de Obras Sanitarias (DOS 1953) del Ministerio de Obras Públicas, la División de Servicios Sanitarios del Ministerio de Vivienda y Urbanismo, la Empresa de Agua Potable de Santiago (Municipal, 1861), la Empresa Municipal de Desagües de Valparaíso y Viña del Mar, la Oficina de Saneamiento Rural del Ministerio de Salud y la Oficina de Ingeniería Sanitaria de la CORA (Ministerio de Agricultura).
Estuvo conformada por una Dirección Nacional y once Direcciones Regionales. En las restantes dos regiones se crearon como empresas autónomas Empresa Metropolitana de Obras Sanitarias (EMOS) y Empresa de Obras Sanitarias de Valparaíso (ESVAL) dependientes de SENDOS.

## Servicios
Prestaciones de agua potable y alcantarillado al sector urbano de la población (diciembre de 1989).
| Prestadores de servicios sanitarios - diciembre de 1989 | Porcentaje de participación en área urbana - diciembre de 1989 |
| ------------------------------------------------------- | -------------------------------------------------------------- |
| SENDOS                                                  | 39,7 %                                                         |
| EMOS                                                    | 42,2 %                                                         |
| ESVAL                                                   | 10,7 %                                                         |
| Privados                                                | 2,7 %                                                          |
| Municipal                                               | 3,6 %                                                          |
| Otros                                                   | 1,1 %                                                          |
| Total                                                   | 100 %                                                          |

## Disolución
Por Ley N° 18.902 de enero de 1990 se crea la Superintendencia de Servicios Sanitarios, se permite la concesión en las 13 regiones de los servicios sanitarios a empresas privadas y la transformación de las 11 direcciones regionales junto con EMOS y ESVAL en sociedad anónimas. Posteriormente administradas por CORFO.
Las 11 direcciones regionales quedaron de la siguiente forma:
- Empresa de Servicios Sanitarios de Tarapacá S.A. ESSAT S.A. (Región de Tarapacá)
- Empresa de Servicios Sanitarios de Antofagasta S.A. ESSAN S.A. (Región de Antofagasta)
- Empresa de Servicios Sanitarios de Atacama S.A EMSSAT S.A. (Región de Atacama)
- Empresa de Servicios Sanitarios de Coquimbo S.A ESSCO S.A. (Región de Coquimbo)
- Empresa de Servicios Sanitarios del Libertador S.A. ESSEL (Región de O'Higgins)
- Empresa de Servicios Sanitarios del Maule S.A. ESSAM S.A. (Región del Maule)
- Empresa de Servicios Sanitarios del Bio-Bío S.A. ESSBIO (Región del Bio Bio)
- Empresa de Servicios Sanitarios de la Araucanía S.A ESSAR S.A. (Región de la Araucanía)
- Empresa de Servicios Sanitarios de Los Lagos S.A. ESSAL S.A. (Región de Los Lagos)
- Empresa de Servicios Sanitarios de Aysén EMSSA S.A. (Región de Aysén del General Carlos Ibáñez del Campo)
- Empresa de Servicios Sanitarios de Magallanes S.A. ESMAG S.A. (Región de Magallanes y Atartida Chilena)

El 15 de diciembre de 2004 ESSAN —que el 28 de diciembre de 2003 había transferido a Aguas Antofagasta las operaciones de agua en dicha región— se fusionó con ESSAT, EMSSAT, ESSCO, ESSAM, EMSSA y ESMAG, quedando ESSAN como la empresa titular administradora de las concesiones de servicios sanitarios, la cual el 18 de enero de 2008 se convirtió en ECONSSA (Empresa Concesionaria de Servicios Sanitarios S.A.). Desde ese momento ECONSSA es la empresa encargada de otorgar los contratos para servicios de manejo del recurso agua.